# Петар Стојанов
Петар Стефанов Стојанов (буг. Петър Стефанов Стоянов; Пловдив, 25. мај 1946) бугарски је политичар и председник Бугарске од 1997. до 2002. године.

## Биографија
Рођен је 1952. године у Пловдиву. Након средње школе, завршио је право на Универзитету Свети Климент Охридски у Софији. Дипломирао је 1976. године, након чега се бавио грађанским правом у Пловдиву наредних 15 година.
Након демократских промена у Бугарској 1989. године, Стојанов се укључио у политику и био један од оснивача Демократског клуба. Касније током 1990. године постао је члан пловдивског Координационог већа Савеза демократских снага. СДС је 1991. године формирала прву не-комунистичку владу у којој је Стојанов био заменик министра правде. Када је СДС изгубила власт, Стојанов је постао председник Правног већа СДС-а. Од 1994. године био је изабран за посланика у бугарском Собрању.
На председничким изборима одржанима 1. јуна 1996. године, био је кандидат СДС-а. У другом је кругу победио кандидата БСП, Петра Маразова, са освојених 59,73% гласова. По почетку мандата одмах се суочио с немирима узрокованима економском кризом. Није успело састављање нове владе, након чега је на превременим изборима СДС освојио већину у Собрању.
Стојанов је губио на популарности и изгубио на изборима 2001. године у првом кругу, када га је победио социјалистички кандидат Георги Прванов. После тога је радио у неколико међународних организација, када се 2005. године поново вратио у бугарску политику. На бугарским изборима за европске посланике 2007. године, није успео да освоји мандат у Европском парламенту.